# 萩原宏久
萩原 宏久（はぎわら ひろひさ、1944年5月28日 - 2013年3月23日）は、日本の元高等学校野球監督、元プロ野球球団トレーナー。

## 人物
東京都出身。1960年に日本大学第三高等学校入学。野球部に入り、1962年春の第34回選抜高等学校野球大会に田口周監督の下で三塁手として出場、決勝戦で八木沢荘六擁する作新学院高等学校に敗れたが準優勝の立役者の一人となっている。
その後、日本大学経済学部を1967年に卒業後、母校の日本大学第三高等学校でコーチを務め、翌1968年から第9代日本大学第三高等学校野球部監督を1971年まで務めた。その間、第43回選抜高等学校野球大会（1971年）では大鉄高等学校を決勝戦で下し、選手時代に果たせなかったセンバツ甲子園大会優勝の栄誉を手にした。
日本大学第三高等学校野球部監督を退任した後はスポーツトレーナーに転じ、1975年に近鉄バファローズにトレーナーとして入団。3年間務めた後に読売ジャイアンツへ移籍する形でトレーナーとして入団した。
ジャイアンツ時代は第1期藤田元司監督、王貞治監督、第2期藤田元司監督、第2期長嶋茂雄監督、第1期原辰徳監督時代を通して一軍チーフトレーナーとして在籍、江川卓、桑田真澄、松井秀喜を始めとする選手たちの体調管理等に腐心した。
2005年のシーズンを最後にジャイアンツを定年退職すると神奈川県横浜市内に治療室を開いていた。
2013年3月23日午前8時56分、肺がんのために横浜市内の病院で死去。68歳没。